# Ҧ
Ҧ (minuskule ҧ) je písmeno cyrilice. Jedná se o variantu písmena П. Vyskytuje se pouze v abcházštině. V novějších textech je nahrazováno písmenem Ԥ.